# Rocha Vintage
Rocha Vintage war eine argentinische Automarke.

## Unternehmensgeschichte
Juan Rocha und Miguel Dellepiane begannen 1983 in Buenos Aires mit der Produktion von Automobilen. Der Markenname lautete Rocha Vintage. 1986 endete die Produktion. Insgesamt entstanden 22 Fahrzeuge.
Es ist unklar, ob es eine Verbindung zu ASA Aluminium Body gibt, wo der Name Dellepiane ebenfalls genannt wird.

## Fahrzeuge
Das einzige Modell war die Nachbildung des Maserati Monofaro aus den 1950er Jahren. Die offene Karosserie bestand aus Kunststoff. Der Motor stammte vom Fiat 125. Der Vierzylindermotor mit 86,1 mm Bohrung, 64,3 mm Hub und 1498 cm³ Hubraum leistete 91 PS. Der Radstand betrug 240 cm und die Spurweite 104 cm. Das Leergewicht war mit 650 kg angegeben.